# جيمس دبليو. سانت كلير
جيمس دبليو. سانت كلير (بالإنجليزية: James W. St. Clair)‏ هو مدرب كرة سلة أمريكي، ولد في 20 يناير 1885 في هيوستن في الولايات المتحدة، وتوفي في 4 مايو 1945 في دالاس في الولايات المتحدة.